# Association pour la défense et l'illustration des arts d'Afrique et d'Océanie
L'Association pour la défense et l'illustration des arts d'Afrique et d'Océanie (ADEIAO), qui s'appelait Association pour le développement des échanges interculturels au musée des arts d'Afrique et d'Océanie de 1984 à 1996, s'est donnée le projet de soutenir par des expositions et des publications l'art africain contemporain.

## Historique

### 1984-1996
Le besoin étant ressenti par la Direction des Musées de France et par Henri Marchal, conservateur en chef du musée des Arts d'Afrique et d'Océanie, inauguré en 1931 à la Porte Dorée, héritier du musée des Colonies puis du musée de la France d'Outre-Mer, « d'attirer un public autre que celui des enfants des écoles allant visiter l'aquarium tropical - le deuxième d'Europe - et ses célèbres crocodiles », ce projet est confié à l'ADEIAO, fondée le 17 octobre 1984 par 32 personnes, Lucette Albaret, spécialiste en art contemporain, en devenant la présidente. Lors de l'Assemblée générale constitutive, Dominique Charvet, adjoint au directeur des Musées de France, définit l'esprit de l'ADEIAO et les deux grands axes de son action. Le premier doit être de créer des ateliers en vue de faire connaître aux jeunes, par des travaux pratiques en relation avec les collections du musée, la culture des pays d'origine de l'immigration, le second d'organiser des manifestations culturelles, spectacles, colloques, publications et expositions. 
Dès sa première réunion, le 6 décembre 1984, le conseil d'administration, en concertation avec la Direction des Musées de France et le conservateur du musée des Arts d'Afrique et d'Océanie, dresse le bilan de la situation du musée qui allait orienter l'activité de l'ADEIAO. Les principales difficultés étant l'absence de salles d'expositions temporaires, la « pauvreté des moyens en matériel et la faiblesse des moyens en personnel », l'ADEIAO fait appel à l'activité bénévole de ses membres et recherche des moyens financiers nécessaires aux actions projetées. Les subventions obtenues, du Fonds d'action sociale (FAS), de la Direction des Musées de France et, occasionnellement, de la ville de Paris, sont affectées aux ateliers d'expression, dirigés par Liliane Schwartz, conservateur au musée. Les cotisations des adhérents demeurant insuffisantes pour financer les expositions temporaires programmées et l'achat de matériel, le Bureau s'adresse à un certain nombre d'organismes (GMF, Fondation FNAC, Air Algérie, etc.). La Réunion des musées nationaux accepte de plus de reverser une partie du prix des entrées pendant les expositions montées et financées par l'ADEIAO pour lui permettre de poursuivre ses activités. Complémentairement le musée rénove et aménage une vaste salle réservée aux expositions de l'Association qui acquiert, au long des premières années de son histoire, des matériels divers, livres, instruments de musique et objets d'art pour les ateliers, appareils de photographie, de projection, de sonorisation, humidificateurs et vitrines pour les expositions, cartes postales anciennes, matériel pour les réceptions.
Les activités de l'ADEIAO s'orientent vers les sociétés actuelles et l'art vivant du Maghreb, de l'Afrique noire et de l'Océanie. « En révélant des artistes contemporains, nous espérions tout à la fois montrer leur créativité et leur donner leur juste place aux côtés de leurs pairs européens. C'était aussi notre manière de lutter contre l'ignorance qui engendre bien souvent le racisme. Ces objectifs nous paraissaient d'autant plus impératifs que le musée n'avait pas de section d'Art contemporain. Enfin, cette orientation avait le double avantage d'élargir les centres d'intérêt offerts à un public nouveau et de ne pas interférer dans le champ des sections existantes », devaient souligner la présidente et le vice-président de l'ADEIAO.
Entre 1985 et 1996, une vingtaine d'expositions d'art contemporain africain sont ainsi, pour la première fois en France, organisées. Simultanément se trouvent acquises, par des achats ou des dons, des œuvres qui constituent progressivement le patrimoine de l'ADEIAO, deuxième volet de son action en faveur de la création contemporaine. Des œuvres présentées dans les expositions de l'ADEIAO comme des œuvres figurant dans sa collection participeront à plusieurs manifestations, notamment aux Francofolies de La Rochelle et au Festival de la francophonie d'Eymoutiers en 1986, à Itinéraire 94 à Levallois, au musée royal de l'Afrique centrale de Tervuren en 1992 et en 1994.
En 1994, l'ADEIAO dresse pour son dixième anniversaire l'inventaire de sa collection dans un catalogue, « Art contemporain d'Afrique et d'Océanie ».

### À partir de 1996

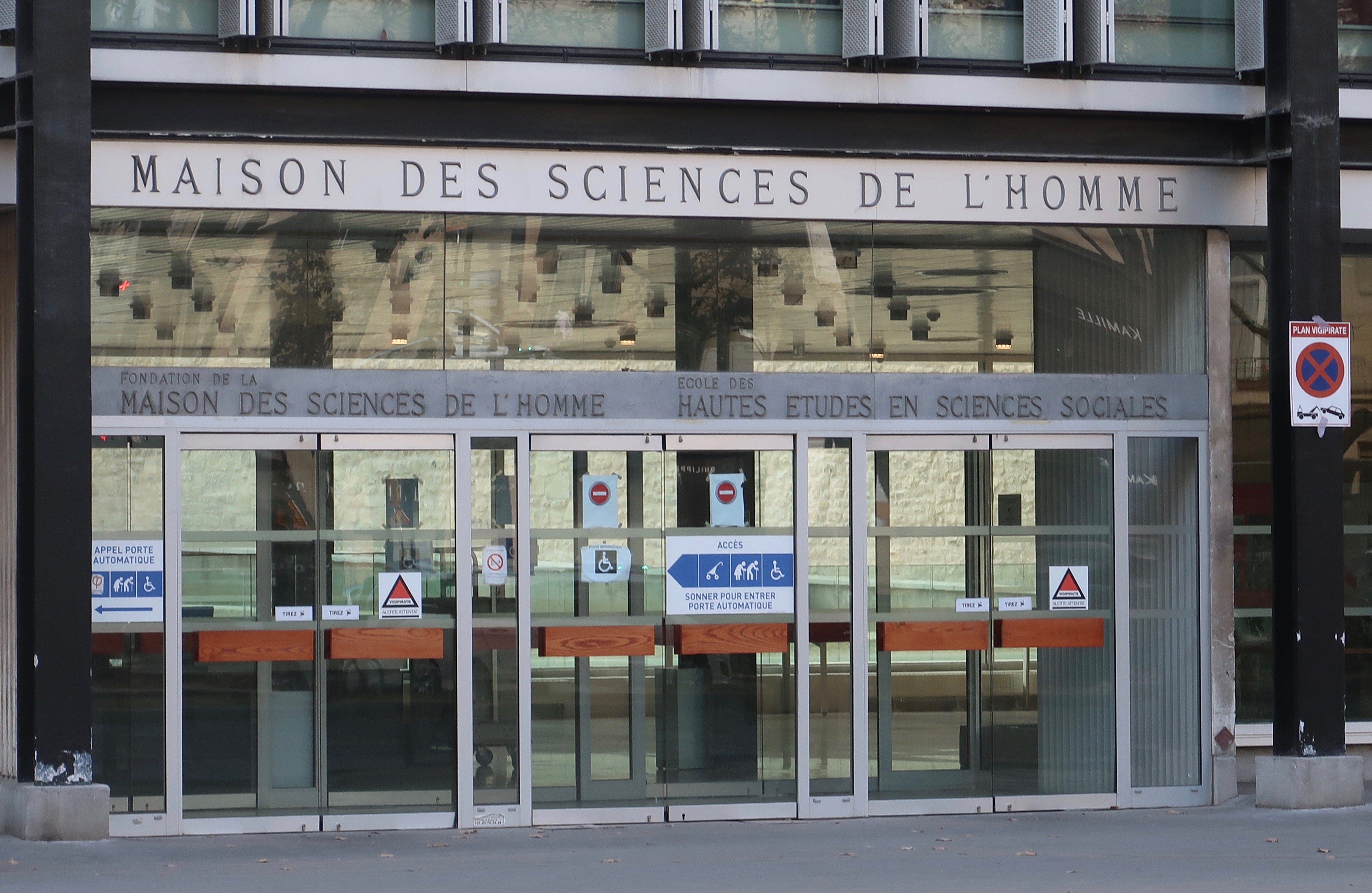
Maison des sciences de l'homme.

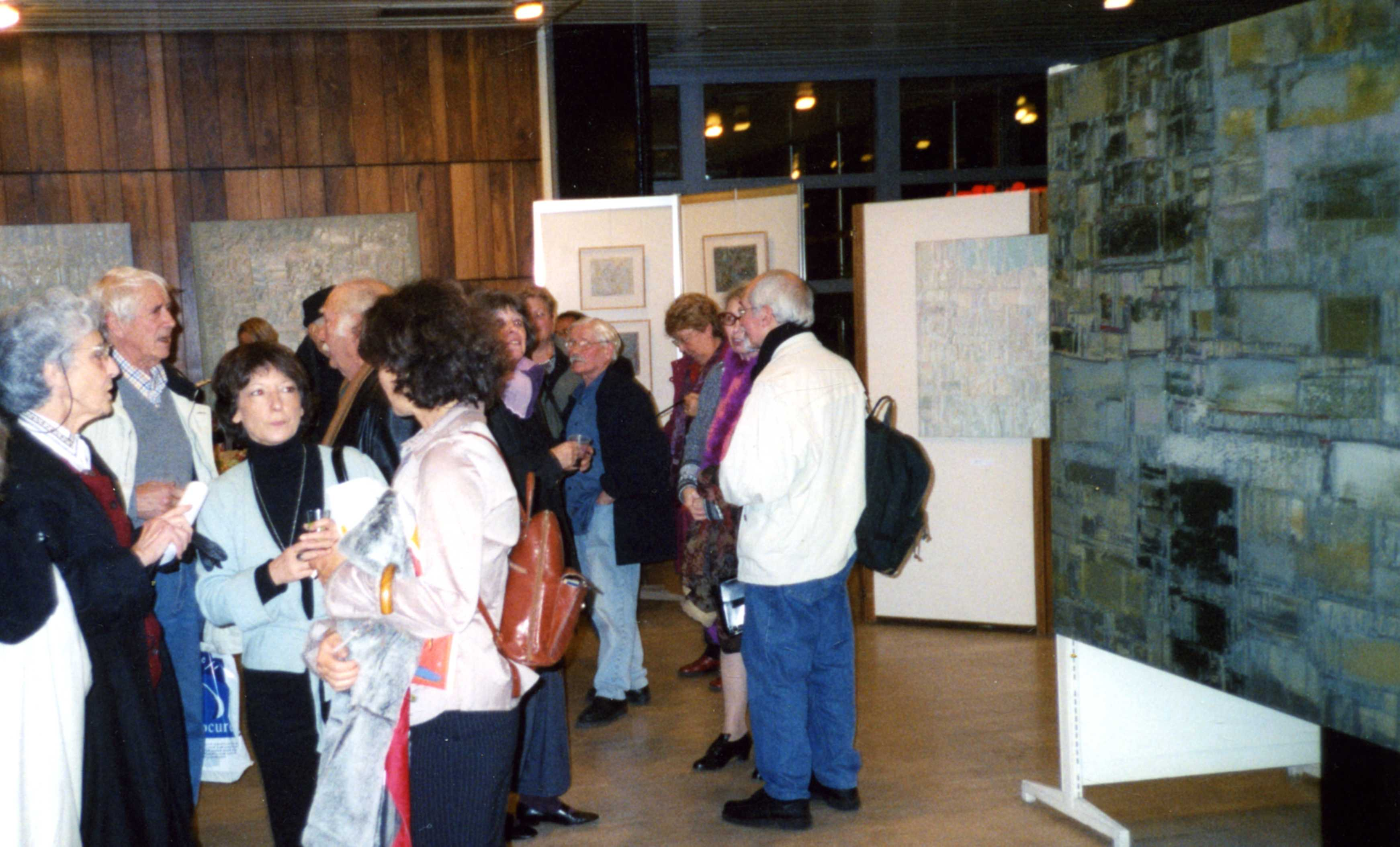
Exposition Aksouh organisée par l'ADEIAO à la Maison des sciences de l'homme, Paris (2003.

En 1996, l'ADEIAO est contrainte de quitter son musée de tutelle. À la suite des démarches de Lucette Albaret, assistée par Sylvette Menegaux et Nawal de Maussion, elle est accueillie par l'École des hautes études en sciences sociales dans la Maison des sciences de l'homme, 54 boulevard Raspail, où elle établit son siège social. Grâce au soutien du directeur du Centre d'études africaines de l'EHESS, Jean-Pierre Dozon, et à l'accord du président de l'EHESS, Jacques Revel, l'ADEIAO a la possibilité, malgré l'absence du soutien du musée et des organismes de subventions, de poursuivre son action, tandis que Maurice Aymard, administrateur de la Maison des sciences de l'homme, lui permet d'entreposer ses collections dans ses locaux. Une vingtaine d'expositions avaient été organisées au musée des Arts d'Afrique et d'Océanie, une vingtaine suivent à l'EHESS, généralement accompagnées d'un catalogue, le « Cahier de l'ADEIAO ». Sa collection d'œuvres est exposée en France (Clermont-Ferrand, Bordeaux, Nantes, Saint-Hilaire de Riez, Laval…) et à l'étranger (Japon, Belgique, Allemagne). 
L'ADEIAO devient l'« Association pour la Défense Et l'Illustration des arts d'Afrique et d'Océanie » (date officielle du changement de lecture du sigle : 2003). En 2004, elle présente pour son vingtième anniversaire un additif à son premier catalogue qui manifeste l'enrichissement de ses collections, peintures, gravures et sculptures, dans les domaines des arts du Maghreb, Algérie (Mohamed Aksouh, Hamid Tibouchi), Tunisie (Nja Mahdaoui) et Maroc (Mohammed Lagzouli), ainsi que de l'Afrique subsaharienne, Cap-Vert (Manuel Figueira, Luisa Queiros), Zimbabwe (Anderson Mukomberanwa) et Pays dogon (Alaye Kene Atô). S'y ajoutent des œuvres liées à « l'école Vohou-vohou » en Côte d'Ivoire, à « l'école de Poto-Poto » au Congo, à la technique des « perles collées » (Clemclem Lawson) dans la tradition ancestrale du Togo ou à celles des « souwère » sénégalais. La collection de l'ADEIAO comprend également une toile de Skunder Boghossian, peintre éthiopien disparu dont les œuvres sont rares en France. Pour l'Océanie trois toiles de Lily Kelly Napangati, Georges Yapa Tjangala et Judy Napangati Watson s'inscrivent dans la tradition millénaire des « Paysages rêvés » des aborigènes du désert central d'Australie. Une encre de Chine d'une artiste kanak, Micheline Neporon, représente la Nouvelle-Calédonie.
L'hospitalité de la Maison des sciences de l'homme comme de l'École des hautes études en sciences sociales devait cependant cesser avec la programmation du désamiantage de l'établissement du boulevard Raspail. L'ADEIAO est contrainte dès 2005 de chercher un nouveau refuge pour sa collection. À l'issue de nombreux contacts, sa totalité, accompagnée de la série des Cahiers de l'ADEIAO, est l'objet d'une donation au Musée national du Malià Bamako dont le directeur, Samuel Sidibé, souhaite constituer les bases d'une section d'art contemporain international. La décision étant entérinée en assemblée générale extraordinaire le 22 octobre 2008, après accord de la Direction des Musées de France, les œuvres deviennent le 23 novembre propriétés du musée national du Mali où elles sont présentées en décembre 2008 et janvier 2009.
L'ADEIAO n'en continue pas moins d'organiser des expositions, telles celles de Kra N'Guessan (2005), Diagne Chanel (2006), William Sagna, Aksouh et Tibouchi (2007), les artistes de Poto-Poto (2008), Aksouh (2009), Franck Lundangi en 2010.

## Les Cahiers de l'ADEIAO
: source utilisée pour la rédaction de cet article
N° 1 - Arts africains : sculptures d’hier, peintures d’aujourd’hui, 1985
Artistes présentés : Kra N'Guessan, Michel Kodjo, Damase Aboueu, Touré Yacouba, Ninin Trah Bi, Ernestine Meledge, Youssouf Bath, Jean Siriki, Tra Nanti Bi, Tano Kouakou, Jacques Samir Stenka, Déaou Jo Diomande, Pascal Kenfack, Christine Ozoua, Maryem Sidibe, Bin Risasi Kalama, Fatoumata Louguet, Théordore Koudougnon, Tamessir Dia, Christian Mouity, Gutène, Assita Zézé, Djogo Thiam, Bakari Ouattara, Zigoma; avant-propos de Henri Marchal, conservateur du MAAO; commissaires de l'exposition : Jacques Yankel, Lucette Albaret
N° 2 - Signe et calligraphie, 1986
Artistes présentés : Jamil Hamoudi, Mohamed Bouthelidja, Rachid Koraïchi, Hassan Massoudy; avant-propos de Henri Marchal, conservateur du MAAO; textes de Y. Sauvan et M.G. Guesdon, Josée Balagna, Henry Galy-Carles, Abdelkébir Khatibi, Y. Andrikian; Commissaires de l'exposition : Paul Balta, Lucette Albaret
N° 3 - Beau comme un camion - Jouets des enfants du Ghana et du Congo, 1986
Avant-propos de Henri Marchal, conservateur du MAAO; photos de Sue Combret, Michel Massal; commissaires de l'exposition : Liliane Schwartz-Kleiber, Jakline Eid
N° 4 - Souwères, peintures populaires du Sénégal, 1987
Avant-propos de Henri Marchal, conservateur du MAAO; photos de Michel Renaudeau; textes de Pierre Gaudibert, extraits de « Peinture sous verre du Sénégal » de Michel Renaudeau et Michelle Strobel, Paris, Nathan, 1984 et de la thèse de doctorat de 3e cycle « Contacts de civilisations au Sénégal. Le phénomène de la peinture sous verre » par Marie-Hélène Boisdur-De Toffol, université de Paris-I, 1981-1982; commissaires de l'exposition : Lucette Albaret, Régine Renaudeau
N° 5 - Algérie, expressions multiples, 1987
Artistes présentés : Baya, Issiakhem, Khadda; avant-propos de Henri Marchal, conservateur du MAAO; textes de Kateb Yacine, Jean Pélégri, Benamar Mediène, Michel-Georges Bernard; commissaire de l'exposition : Lucette Albaret
N° 6 - Paroles de devin - La fonte à la cire perdue chez les Sénoufo, 1988
Avant-propos de Henri Marchal, conservateur du MAAO; photos de Till Förster, Dietriech Graf, Ursula Didoni, textes de Till Förster; commissaire de l'exposition : Jakline Eid
N° 7 - Cameroun, art et architecture, 1988
Avant-propos de Henri Marchal, Conservateur du MAAO; photos de Haman Mohaman, musée de l'Homme, H.J. Koloss; textes de Jean-Paul Lebeuf, Haman Mohaman, A. Ndam Njoya, Louis Perrois, Christian Seignobos; commissaire de l'exposition : Haman Mohaman; assistance scientifique de Louis Perrois
N° 8 - Madagascar, arts de la vie et de la survie, 1989
Avant-propos de Henri Marchal, conservateur du MAAO; textes de Nicole Boulfroy (musée de l'Homme), Daniel Coulaud (Service technique de l'urbanisme), Michel Doménichini (UNESCO-SOS Musique), Jacques Lombard (ORSTOM), Narivelo Rajaonarimanana (INALCO), Jean-Ainé Rakotoarisoa (musée de l'Université d'Antananarivo), Pierre Vérin (INALCO); commissaire de l'exposition : Nicole Boulfroy, assistance technique musée des arts africains et océaniens
N° 9 - Bogolan et arts graphiques du Mali, 1990
Avant-propos de Henri Marchal, conservateur du MAAO; textes de S. Sidibe, M.S. Coulibaly, C. Belvaude, K. Coulibaly, P. Duponchel, T. Diarra, M.F. Beccheti-Laure; commissaires de l'exposition : Fallo Baba Keita, Lucette Albaret
N° 10 - Congo-Zaïre, Thango de Brazza à Kin, 1991
Photos de Antoine Calmettes; textes de Badi-Banga Ne Mwine, Joseph-Aurélien Cornet, Jean-Luc Rondreux, Shaje A Tchiluila, Monique Taminau-Lévy, Jean-Baptiste Tati-Loutard; commissaires de l'exposition : Lucette Albaret, Henri Marchal
N° 11 - Vohou-vohou - Hommage à Véronique Wirbel, 1991
Avant-propos de Lucette Albaret, présidente de l'ADEIAO; photos de Antoine Calmettes; textes de H. Bernard, G. Boudaille, J.C. Lambert, Ch. Frérot, F. Parent; commissaires de l'exposition : Lucette Albaret, Martine Bercovy
N° 12 - Tingatinga, peintures de Tanzanie, 1992
Avant-propos de Henri Marchal, conservateur du MAAO; photos de Jean-Denis Joubert, Jesper Kirknæs; textes de Lucette Albaret, Anar Cassam, Ushma Chauhan, Jutta Ströter-Bender; commissaires de l'exposition : Lucette Albaret, Henri Marchal
N° 13 - Tchitchili - Tsitsawi, marionnettes d’Afrique, 1996
Avant-propos de Lucette Albaret, Présidente de l'ADEIAO; photos de Denis Nidzgorski; textes de Olenka Darkowska-Nidzgorski en collaboration avec Lucette Albaret
N° 14 - Alaye Atô, dessinateur dogon, 1999
Avant-propos de Jean-Pierre Dozon, Directeur du CEA, et Lucette Albaret, Présidente de l'ADEIAO; textes de Bernard Pataux, Éric Jolly, Jacques Binet
N° 15 - Lagzouli, peintre de Salé, 1999
Avant-propos de Lucette Albaret, présidente de l'ADEIAO; textes de Alain Gorius, Marie-Christine Joly, Jean Lanclon
N° 16 - Hommage à Baya, 2000
Avant-propos de Lucette Albaret, présidente de l'ADEIAO; textes de Lucette Albaret, Michel-Georges Bernard, François Pouillon
N° 17 – Tibouchi, 2000
Avant-propos de Lucette Albaret, présidente de l'ADEIAO; texte de Michel-Georges Bernard, accompagné de poèmes de Tibouchi
N° 18 - Nicholas et Anderson Mukomberanwa – Zimbabwe, 2001
Avant-propos de Lucette Albaret, présidente de l'ADEIAO; textes de Olivier Sultan, de Bernard Schoeffer et de Michel Butor dans des extraits du catalogue de l'exposition Sculpteurs du Zimbabwe, 1998
N° 19 - Cap-Vert, Peintures, 2002
Artistes présentés : Manuel Figueira, Bela Duarte, Luisa Queiros, Tchalê Figueira, Leão Lopes, Misa, José-Maria Barreto, Jacques Chopin, Patrick Monteiro; avant-propos de Lucette Albaret, présidente de l'ADEIAO; présentation de Jean-Luc Rondreux, Chef du service de Coopération et d’Action Culturelle du Cap Vert; textes de Jean-Luc Rondreux, Luisa Queiros, ADEIAO
N° 20 - Khadda, Guermaz, Aksouh - Algérie lumières du Sud, 2002
Artistes présentés : Khadda, Guermaz, Aksouh; avant-propos de Lucette Albaret, présidente de l'ADEIAO; textes de Michel-Georges Bernard, Pierre Rey
N° 21 - Moké-Chéri Samba, peinture populaire congolaise, 2004
Artistes présentés : Moke (Monsengwo Kejwanfi), Chéri Samba (Samba Wa Mbimba N'Zinga Nuni Masi Ndo); avant-propos de Lucette Albaret, présidente de l'ADEIAO; textes de Antonio Lanzas Gironés, Bogumil Jewsiewicki, Rémy Bazenguissa

## Autres publications
- Jamil Hamoudi, précurseur,  1986

textes de Paul Balta
- Six peintres tunisiens contemporains, 1987

Artistes présentés : Brahim Azzabi, Mohamed Ben Meftah, Rafik Kamel, Nja Mahdaoui, Souider Triki, Hedi Turki
- Art pour l’Afrique, 1988

Exposition internationale d'art contemporain organisée par la Worldview International Foundation et présentée par l'ADEIAO, au bénéfice du Fonds international de développement agricole; contributions de Léopold Sédar Senghor, Jacques Meunier, Frédéric Valabrègue, Tchikaya U Tam'si, Paul Claudel (« Connaissance de l'Est », Mercure de France, 1900), Sophie Bessis, Alicia Dujovne Ortiz...
- La Révolution française sous les tropiques, 1989

Exposition d'art contemporain organisée par le ministère de la Coopération et du Développement et présentée par l'ADEIAO; artistes présentés : Édouard Duval-Carrié, Fodé Camara, Philippe Nouaille
- Intuition de l'ordre africain - Cameroun, Mali, Niger, 1993

Texte et photos de Gérard Dupuy
- Art contemporain d’Afrique et d’Océanie, 1995

Catalogue de la collection d'œuvres d'artistes contemporains d'Afrique et d'Océanie acquises ou conservées (dépôt FNAC) par l'ADEIAO 
- Art contemporain d’Afrique et d’Océanie, ADEIAO 1984-2004, 2004

Mise à jour du catalogue de la collection d'œuvres d'artistes contemporains d'Afrique et d'Océanie acquises par l'ADEIAO 